# Hazárd megye lordjai: A visszatérés
A Hazárd megye lordjai: A visszatérés (eredeti cím: The Dukes of Hazzard: Reunion!) 1997-ben bemutott amerikai tévéfilm, az 1985-ben befejezett Hazárd megye lordjai című sorozat folytatása. A filmet Lewis Teague rendezte a sorozatot megalkotó Gy Waldron forgatókönyve alapján. A történet során a Duke fiúk és unokahúguk sok év után visszatérnek Hazárd megyébe, hogy megmentsék nagybátyjuk telkét egy autóverseny révén. A sorozat főbb karakterei mind visszatértek, úgy mint John Schneider, Tom Wopat, Catherine Bach, Denver Pyle és James Best.
A filmet az Amerikai Egyesült Államokban a CBS adta le 1997. április 25-én, Magyarországon először az RTL Klub adta le 2001. március 4-én. A filmhez három évvel később készült egy folytatás Hazárd megye lordjai: Irány Hollywood! címmel, a két produkció pedig egy közös DVD-n került megjelenésre 2008. június 10-én.

## Cselekmény
Hazárd megyében összejövetelt rendeznek, az erre való készülődésben Jesse Duke összetűzésbe kerül Josephine Maxx-szal, aki perrel próbálja megszerezni a helyi mocsárban található Duke teleket, hogy a helyén vidámparkot építtessen. Jesse állja a sarat a nő ellen, azonban a városiak is ellene vannak, mivel a vidámpark rengeteg munkát adna az ottaniaknak. Ekkoriban térnek vissza Hazárdba a Duke-ok: Bo immár hivatásos versenyző lett; Luke az erdészeti szolgálatnak segít a tűzoltásban; míg Daisy a Duke Egyetemen doktorált ökológiában, és túl van egy keserű váláson is. A fiúk a telek sorsa mellett arról is meglepve értesülnek, hogy immár Rosco P. Coltrane seriff a helyi nagyfőnök, aki Hogg halála után örökölte meg annak birodalmát. Végül egy versenyben próbálják elrendezni a terület sorsát, így 11 év után kiszedik a garázsból a Lee tábornok becenevű Dodge Chargerüket, hogy Bo és Daisy nyerhessenek vele.

## Szereplők
| Színész          | Szerep            | Magyar hang         |
| ---------------- | ----------------- | ------------------- |
| Tom Wopat        | Luke Duke         | Schnell Ádám        |
| John Schneider   | Bo Duke           | Bozsó Péter         |
| Catherine Bach   | Daisy Duke        | Majsai-Nyilas Tünde |
| Denver Pyle      | Jesse Duke        | Szalai Imre         |
| James Best       | Rosco P. Coltrane | Orosz István        |
| Ben Jones        | Cooter Davenport  |                     |
| Sonny Shroyer    | Enos Strate       | Juhász György       |
| Rick Hurst       | Cletus            |                     |
| Don Williams     | Mesélő            |                     |
| Gary Hudson      | Riker             |                     |
| Cynthia Rothrock | Bertha Jo         |                     |
| Stella Stevens   | Mama Maxx         |                     |
| Daniel Anderson  | Buzz              |                     |
| Travis McKenna   | Bubba             |                     |

## Készítése
1996. februárjában a The Nashville Network (TNN) elkezdte újraadni a Hazárd megye lordjai sorozatot, ami sikeres nézettségi adatokat hozott. 1996. novemberében már egy tervezni kezdtek egy újraegyesülős filmet, a Bo-t játszó Schneider szerint azonban már évek óta tervben volt egy ilyen film készítése, azonban eddig minden kísérlet sikertelenül járt. A filmhez a sorozat alkotója, Gy Waldron írta meg a forgatókönyvet és vezető producerként is részt vett az elkészítésében. Waldron eredetileg már három évvel a sorozat befejezése után, 1988-ban megírta a film első változatát, a korai változatokban foglalkoztak volna az idő múlásával és beledolgozták volna Hogg, a Főnök halálát, az őt játszó Sorrell Booke 1994-es halálára reflektálva.
A filmet Los Angelsben kezdték forgatni, azonban a forgatás kezdetekor a Jesse bátyót játszó Denver Pyle jelentősen lefogyott, rövidre volt vágva a haja és le volt borotválva a szakálla. A készítők így kövérjelmezt, műszakállt és kócos, fehér műhajat adtak rá, hogy ismét a karakterre hasonlítson. Pyle rendkívüli fogyását annak tudták be, hogy tüdőrákkal küzdött, ami miatt ez a film volt az utolsó elkészült produkciója az 1997. december 25-ei haláláig.
A Narrátor szerepére ezúttal nem tért vissza Waylon Jennings és a sorozat általa szerzett főcímdalát se játszották be a filmben, helyette a countryénekes Don Williams vállalta a film mesélőjének szerepét. A kaszkadőrmutatványokat Paul Baxley felügyelte, a forgatáshoz pedig több, az eredeti sorzathoz használt Dodge Chargert is felhasználtak. A filmben Cooter Davenportot, aki a sorozatban a Hazárd megyei szerelő volt, már kongresszusi képviselőként ábrázolják, ettek reflektálva arra, hogy az őt játszó Ben Jones a sorozat után, 1989 és 1993 között ténylegesen képviselő volt. A filmet a sorozat korábban elhunyt stábtagjainak ajánlották, köztük Phil Mandelkernek, Sorrell Booke-nak (aki a stáblistán tévesen Sorrelnak volt említve), Paul Picardnak és Jim Mohlmannak.